# Gertrudes da Saxónia
Gertrudes da Saxónia, também conhecida como Gertrudes Bilungo (Schweinfurt, c. 1030 – Veurne, 4 de agosto de 1113) foi condessa consorte da Holanda, e da Flandres, sendo também regente na Holanda durante a menoridade do seu filho, o futuro Teodorico V da Holanda.

## Biografia

### Família
Nascida em 1030, Gertrudes era filha do Duque Bernardo II da Saxónia e da sua esposa Hélica de Schweinfurt. Pertencia à dinastia dos Bilungos, que governava então o Ducado da Saxónia.

### O governo: condessa da Holanda, de Flandres e regente
Gertrudes casou, em c. 1050, com Floris I da Holanda (c. 1030 – 28 de junho de 1061), e foi deste modo consorte da Holanda até à morte deste, após a qual serviu como regente durante a menoridade do filho, Teodorico V. 

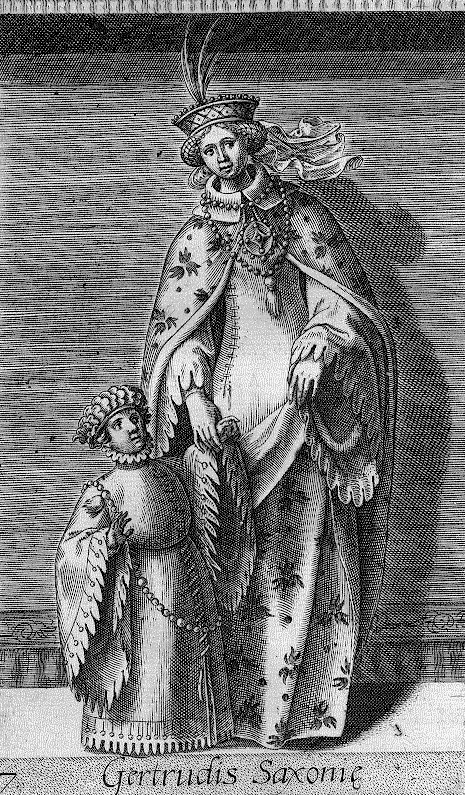

Guilherme I, Bispo de Utrecht (f. 27 de abril de 1076), tomando vantagem da situação, começou a ocupar território que reclamou na Holanda, especificamente a Renânia e Kennemerland. Esta disputa chegou aos assuntos do Sacro Império Romano-Germânico, então suserano dos holandeses. A Imperatriz regente, Inês da Aquitânia (1024-1077), perante a situação, deu a Teodorico somente as ilhas da Frísia (Zelândia), para onde o pequeno fugiu com a mãe, deixando Guilherme a ocupar as terras disputadas. 
Percebendo que necessitava de um aliado forte, em 1063 Gertrudes casou com Roberto I da Flandres, O Frísio, filho secundogénito de Balduíno V da Flandres, irmão de Balduíno VI, da Casa da Flandres. Este casamento deu a Teodorico a Flandres como apanágio incluindo as ilhas da Frísia situadas a Oeste do Rio Escalda. 
Roberto e Balduíno conseguiram reconquistar para o jovem Teodorico as terras conquistadas pelo bispo de Utrecht. Porém, o Imperador Henrique IV, que entretanto atingira a maioridade, encarregou Godofredo III da Baixa Lorena de defender o bispo. 
Após a morte do irmão em 1070, Roberto desistiu das suas pretensões à Flandres a favor do seu sobrinho  Arnulfo III da Flandres (filho de Balduíno VI) e passou a dedicar-se por inteiro aos assuntos frísios, tornando-se regente do seu enteado com a esposa. Gertrudes e Roberto governaram até o jovem conde atingir a maioridade. Porém, a morte de Arnulfo III no ano seguinte colocou-o definitivamente no trono flamengo. 
Godofredo III, entretanto em luta, defendendo o bispo, foi assassinado a 26 de fevereiro de 1076, em Delft, e o bispo Guilherme faleceu poucos meses depois. Nessa altura, Teodorico V, já maior de idade, reuniu um exército flamengo e tentou novamente recapturar seu condado. O novo bispo, Conrado, encontrando-se no castelo de IJsselmonde, acabou por pacificar a situação dando a Renânia e Kennemerland para Teodorico.
Gertrudes ainda foi uma vez mais regente em 1089, quando o marido visitou Jerusalém. Faleceu a 4 de agosto de 1113, em Veurne, e enterrada na Igreja de Santa Walburga. 

## Descendência
De Florêncio I, Gertrudes teve sete filhos:
1. Alberto (n. c. 1051), cânone em Liège.
2. Teodorico (c. 1052, Vlaardingen–17 de junho de 1091), sucedeu como conde da Holanda;
3. Pedro (n. c. 1053), cânone em Liège.
4. Berta (c. 1055 - 1094, Montreuil-sur-Mer), casou com Filipe I de França em 1072.
5. Florêncio (n. c. 1055), cânone em Liège.
6. Matilde (n. c. 1057)
7. Adélia (b. c. 1061), casou com o conde Balduíno I de Guînes.

De Roberto I, Gertrudes teve cinco filhos:
1. Roberto II da Flandres (c. 1065 – 5 de outubro de 1111), sucedeu ao pai como conde da Flandres.
2. Adélia (f. 1115), primeiramente casada com Canuto IV da Dinamarca, da Casa de Estridson, de quem teve Carlos o Bom, mais tarde Conde da Flandres. Casou pela segunda vez com Rogério Borsa, duque de Apúlia, da Casa de Altavila.
3. Gertrudes, que casou com Teodorico II da Lorena, de quem teve Teodorico da Alsácia, que também seria Conde da Flandres.
4. Filipe de Loos, cujo bastardo, Guilherme de Ypres, reclamou também o Condado da Flandres.
5. Ogiva, abadessa de Messines.